# Akari (prénom)
Pour les articles homonymes, voir Akari.
Akari (明里) est un prénom japonais qui signifie « brillant » ou « lumineux ». 

## Patronymes
- Akari Kaida (1974-), compositrice
- Akari Oumi (1989-), joueuse de volley-ball
- Akari Ogata (1990-), judokate
- Akari Suda (1991-), chanteuse
- Akari Hayami (1995-), chanteuse
- Akari Saho (1995-), chanteuse
- Akari Takeuchi (1997-), chanteuse
- Akari Uemura (1998-), chanteuse